# Honoré 4. af Monaco
Honoré 4. (født 17. maj 1758, død 16. februar 1819) var fyrste af Monaco og hertug af Valentinois fra den 12. marts 1795 til den 16. februar 1819. Han var søn af fyrst Honoré 3. og hans hustru Maria Caterina Brignole.
Honoré 4.'s liv var stærkt præget af den franske revolution, idet han befandt sig i Paris under terrorregimet 1793-94. Han blev som mange andre fra adelen arresteret, men slap fri sammen med sin yngste søn Florestan. I 1795 døde hans far, og han blev formelt fyrste af Monaco. Imidlertid var Monaco blevet annekteret under den franske republik, og det tog derefter syv år, inden Honoré og hans bror Josef fik tilkendt en beskeden indkomst af den franske stat.
Under Napoleon blev situationen lysere for de to brødre, men Honorés helbred havde taget skade under fængslingen, og han kunne i modsætning til sin søn Honoré-Gabriel og bror Josef ikke klare en diplomatisk karriere i fransk tjeneste. Efter Wienerkongressen blev Monaco igen et selvstændigt fyrstedømme, men den svagelige Honoré måtte afstå fra at regere; dette overlod han til Josef og senere Honoré-Gabriel. Honoré forblev i Paris og var indtil sin død formelt stadig Monacos fyrste.